# Kolken (Hishults socken, Halland)
Kolken är en sjö i Laholms kommun i Halland och ingår i Lagans huvudavrinningsområde.